# Komunikacja językowa
Komunikacja językowa – proces porozumiewania się ludzi za pomocą znaków językowych, w formie ustnej lub pisemnej. Wypracowanie teorii komunikacji powiązane jest w szczególności z powstaniem i rozwojem cybernetyki jako nauki o ogólnych zasadach sterowania informacjami i ich przekazu.
Komunikacja językowa stanowi szczególną formę przekazywania informacji za pomocą języka (zob. funkcja komunikatywna języka). W procesie tym obecne są następujące elementy i zdarzenia: uczestnicy rozmowy (mówiący, słuchający), treść informacyjna, kodowanie i dekodowanie informacji za pomocą języka (kodu językowego).
Podstawowy model komunikacyjny obrazuje relację między nadawcą a odbiorcą. Pomiędzy tymi dwoma uczestnikami następuje przekaz informacji za pomocą języka, czyli usystematyzowanego kodu, składającego się z różnych znaków i zasad ich łączenia. Treść przekazywana przez nadawcę jest dekodowana, identyfikowana po przyjęciu przez odbiorcę. Efektywne przekazanie komunikatu możliwe jest tylko w przypadku, gdy odbiorca zna kod (język) używany przez nadawcę.

## Akt mowy
Jeżeli w akcie komunikacyjnym zawarte są określone intencje wobec odbiorcy (jest to prośba, obietnica, pytanie, groźba itd.), wówczas akt ten określa się jako akt mowy.
Akty mowy można podzielić na:
- udane (fortunne) – takie, które trafiły do właściwego odbiorcy i zostały zinterpretowane zgodnie z intencją nadawcy;
- nieudane (niefortunne) – odebrane przez innego odbiorcę lub niewłaściwie odczytane.

## Funkcje wypowiedzi
Według koncepcji Romana Jakobsona można wyróżnić sześć funkcji wypowiedzi:
- ekspresywna (emotywna) – gdzie największą wagę przykłada się do wyrażenia emocji;
- impresywna (konatywna) – gdy nadawca stara się wpłynąć na odbiorcę;
- przedstawieniowa (poznawcza, informatywna, informacyjna) – gdzie najistotniejszy jest przepływ treści informacyjnych, faktów;
- fatyczna – czyli funkcja mająca na celu utrzymanie kontaktu pomiędzy nadawcą a odbiorcą;
- metajęzykowa – gdy wypowiedź zawężona jest do opisu samego kodu/przekazu językowego;
- poetycka (estetyczna) – gdzie największą wagę przykłada się do doznań estetycznych, sposobu organizacji komunikatu.